# Vlag van Saaremaa

Vlag van Saaremaa

De vlag van Saaremaa, een provincie van Estland, bestaat net als alle vijftien andere Estische provincievlaggen uit twee even hoge banen van wit en groen met het provinciewapen op het midden van de witte baan. Groen staat voor de natuur in Estland. Ook toen werd gekozen voor een unieke en als zodanig direct herkenbare provincievlag. De vlag is, net als alle andere provincievlaggen, vastgelegd door toenmalig president Konstantin Päts: dit gebeurde op 26 september 1996. De hoogtelengte verhouding van de vlaggen is 7:11; bij een vlag van 105 bij 165 centimeter is de hoogte van het wapen 40 centimeter.
Het provinciewapen op het midden van de witte baan van de vlag bestaat uit een blauw schild met een wit Vikingschip met zeven gele schilden op drie witte golvende lijnen.
Het wapen werd in 1935 bevestigd, in 1937 geprolongeerd en in 1996 weer in gebruik genomen. Tot in de 11de eeuw werden de bewoners van Saare de ‘Oosterse Vikingen’ genoemd en in de Noorse sagen heten ze ‘Víkingr frá Esthland’. Het eiland is ook een tijd lang Deens en daarna Zweeds geweest en kwam pas na de Eerste Wereldoorlog bij Estland. Het wapen verwijst aan die eerste periode en aan de latere maritieme geschiedenis van het eiland.